# Janet Egyir
Janet Egyir (* 7. Mai 1992 in Sekondi-Takoradi, Western Region, Ghana) ist eine ghanaische Fußballspielerin.

## Karriere

### Verein
Egyir startete ihre Seniorenkarriere bei den Hasaacas Ladies, bevor sie im Mai 2016 gemeinsam mit Vereinskollegin Samira Suleman für 3 Monate auf Leihbasis nach Island, zum UMF Víkingur ging. Nachdem sie im August 2016 nach Ghana zurückgekehrt war, spielte sie bis zum Frühjahr in Afrika. Im März 2017 unterschrieb sie erneut bei Vikingur und lief in 17 Spielen in der 1 deild kvenna auf. Am 4. Mai 2018 unterschrieb sie mit ihrer Landsfrau Sukleman für UMF Afturdeiling.

### Nationalmannschaft
2010 nahm Egyir für die Black Princess (Ghana U-20) an der U-20-Fußball-Weltmeisterschaft der Frauen 2010 in Deutschland teil.
Seit dem Frühjahr 2014 gehört sie zum Kader für die A-Nationalmannschaft von Ghana.